# Mary Gregory
Mary Gregory (1856 - 24 mai 1908) est une artiste américaine spécialisée dans le verre émaillé.
De 1880 vers 1890, elle a travaillé avec sa sœur à la Boston and Sandwich Glass Company. Elle a la particularité d'avoir représenté dans ses œuvres uniquement des enfants à la victorienne (vêtus de costumes de marin ou de crinolines) au milieu de décors de nature, ressemblant assez aux illustrations de Kate Greenaway, et plus rarement des bébés. 
Ses sujets émaillés, d'un blanc laiteux très typique et très reconnaissable, étaient réalisées par application sur des verres, pichets, carafes, sucriers, vases, flacons à sels de couleurs améthyste, vert clair, vert foncé, ambre, bleu clair, turquoise, cobalt bleu ou vermeil. 
Ses productions européennes étaient essentiellement fabriquées dans les villes verrières de Bohème, principalement par la verrerie Hahn à Gablonz, et dans une moindre mesure par la Cristallerie Moser à Carlsbad et se sont étendues jusqu'aux années 1950.
Étant donné la popularité de ces objets, il faut se méfier, car l'on trouve depuis les années 1980 de nombreuses copies sur le marché des antiquités (celles-ci sont loin d'être aussi parfaites que les modèles originaux) qui ont fait chuter les prix du marché.